# IC 4856
IC 4856 ist eine Irreguläre Galaxie vom Hubble-Typ IBm im Sternbild Telescopium am Südsternhimmel. Sie ist schätzungsweise 145 Millionen Lichtjahre von der Milchstraße entfernt und hat einen Durchmesser von etwa 60.000 Lichtjahren.
Im selben Himmelsareal befindet sich u. a. die Galaxie NGC 6788.
Das Objekt wurde am 17. September 1901 von DeLisle Stewart entdeckt.